# Конго (язык)

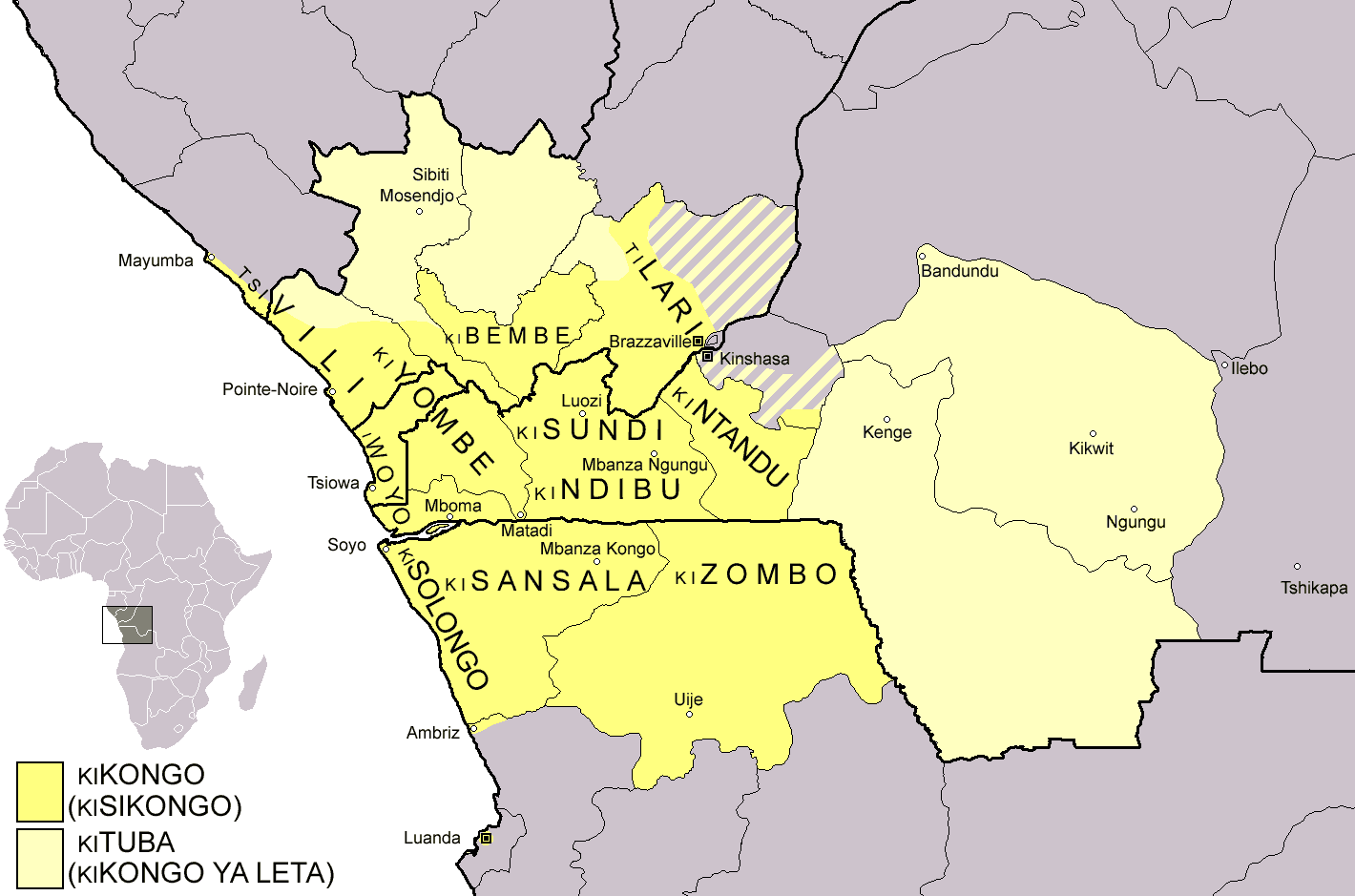
Ареал распространения языка. Тёмно-жёлтый цвет — собственно конго, светло-жёлтый — китуба

Ко́нго (кико́нго) — язык народа конго, принадлежащий к языкам банту, которые входят в бенуэ-конголезскую семью языков. Носители языка проживают в основном в экваториальных лесах Демократической Республики Конго, Республики Конго и Анголы.
Конго является родным языком для приблизительно 7 миллионов человек. Около двух миллионов человек владеют им как вторым языком.
Конго является одним из четырёх национальных языков ДР Конго и одним из региональных языков Республики Конго.

## Лингвистическая характеристика
Как и многие другие языки банту, конго — тональный язык.

## Китуба
На основе языка конго сформировался язык китуба — креольский язык группы банту, широко используемый за пределами этнической территории конго. На этом языке говорили многие негры, вывезенные из этого региона в Северную и Южную Америку. Благодаря этому, креолизированные формы языка используются в ритуальных целях в африканских религиях Бразилии, Ямайки и Кубы. Конго является одним из источников языка американской этнической группы гулла и креолов паланкеро в Колумбии.
Креолизированные формы конго известны под разными названиями — «государственный конго» (фр. Kikongo de L'état , конго Kikongo ya Leta), китуба или монокитуба (мунукиитуба). В конституции Республики Конго используется название Kitubà, в Демократической республике Конго — Kikongo, даже если де-факто используется китуба.

## История
Хотя первый полный перевод Библии на язык конго был выполнен только в 1905 году, конго является первым языком банту, записанным латиницей, а также первым, для которого был создан словарь.
Первый катехизис на языке конго был написан в 1557 году родившимся в Конго португальским иезуитом Диого Гомесом, однако до наших дней не сохранилось ни одного экземпляра. В 1624 году другой португальский иезуит Матеуш Кардозо отредактировал и издал перевод на конго португальского катехизиса Маркоша Жоржи. В предисловии говорится, что перевод был выполнен конголезскими учителями из Сан-Сальвадора (современный Мбанза Конго). Вероятно, он частично был написан Феликсом ду Эшпириту Санту (конго по национальности).
Первый словарь был создан около 1648 года и предназначался для использования миссионерами-капуцинами. Главным автором являлся священник из Конго, Мануэль Ребореду (после вступления в орден капуцинов известен как Франсиско де Сан Сальвадор). В конце словаря приведена двухстраничная проповедь, написанная полностью на языке конго. Словарь содержал около 10 000 слов.

## Википедия на языке конго
Существует раздел Википедии на языке конго («Википедия на языке конго»), первая правка в нём была сделана в 2004 году. По состоянию на 7:56 (UTC) 21 марта 2025 года раздел содержит 1533 статьи (общее число страниц — 3971); в нём зарегистрировано 11 924 участника, один из них имеет статус администратора; 22 участника совершили какие-либо действия за последние 30 дней; общее число правок за время существования раздела составляет 47 890.